# Chuacollo Grande
Chuacollo Grande (auch: Chua Kkollu Grande) ist eine Ortschaft im Departamento La Paz im Hochland des südamerikanischen Andenstaat Bolivien.

## Lage im Nahraum
Chuacollo Grande ist der zentrale Ort des Cantóns Villa Chuakhollu Grande im Municipio Sica Sica in der Provinz Aroma. Die Ortschaft liegt auf einer Höhe von 3989 m in einem südwestlichen Ausläufer der Serranía de Sicasica, einem Höhenzug, der sich zwischen La Paz und Cochabamba in südöstlicher Richtung erstreckt und Höhen von bis zu 4850 m erreicht.

## Geographie
Chuacollo Grande liegt am östlichen Rand des bolivianischen Altiplano vor der Hochgebirgskette der Cordillera Central. Die Vegetation der Region ist karg, denn in dieser Höhe ist kein üppiges Wachstum mehr möglich. Die Region weist ein ausgeprägtes Tageszeitenklima auf, bei dem die mittlere Temperaturschwankung im Tagesverlauf stärker ausfällt als im Jahresverlauf.
Die Jahresdurchschnittstemperatur der Region liegt bei etwa 11 °C, die monatlichen Werte schwanken nur unwesentlich zwischen 7 °C im Juni/Juli und 13 °C im November/Dezember (siehe Klimadiagramm Belén). Der Jahresniederschlag beträgt niedrige 450 mm, in der ariden Zeit von April bis Oktober liegen die monatlichen Werte unter 25 mm, und nur die Monate Dezember bis Februar weisen stärkere Niederschläge zwischen 80 und 115 mm auf.

## Verkehrsnetz
Chuacollo Grande liegt in einer Entfernung von 158 Straßenkilometern südöstlich von La Paz, der Hauptstadt des gleichnamigen Departamentos.
Von La Paz aus führt die asphaltierte Nationalstraße Ruta 2 in westlicher Richtung nach El Alto, von dort 120 Kilometer nach Süden die Ruta 1 über Sica Sica nach Lahuachaca. Von dort aus führt die Nationalstraße weiter in südöstlicher Richtung zu den Departamento-Hauptstädten Oruro, Potosí und Tarija und nach Bermejo an der argentinischen Grenze.
Vom nördlichen Rand von Lahuachaca aus führt eine unbefestigte Landstraße nach Norden über verschiedene Höhenrücken der Serrania Sica Sica und Höhen von mehr als 4300 Meter hinweg in das 25 Kilometer entfernte Chuacollo Grande.

## Bevölkerung
Die Einwohnerzahl der Ortschaft ist in dem Jahrzehnt zwischen den beiden letzten Volkszählungen um etwa ein Drittel zurückgegangen:
| Jahr | Einwohner         | Quelle       |
| ---- | ----------------- | ------------ |
| 1992 | keine Detaildaten | Volkszählung |
| 2001 | 431               | Volkszählung |
| 2012 | 278               | Volkszählung |
| 2024 |                   | Volkszählung |

Die Region weist einen hohen Anteil an Aymara-Bevölkerung auf, im Municipio Sica Sica sprechen 90,3 Prozent der Bevölkerung Aymara.